# Mount Heitō
Mount Heitō (japanisch 平頭山 Heitō-zan, deutsch ‚Flachgipfelberg‘) ist ein 495 m hoher Berg mit abgeflachtem Gipfel im ostantarktischen Königin-Maud-Land. An der Prinz-Harald-Küste ragt er nördlich des Mount Minami-heitō am südöstlichen Ende der Hügelgruppe Langhovde auf.
Luftaufnahmen und Vermessungen einer von 1957 bis 1962 dauernden japanischen Antarktisexpedition dienten seiner Kartierung. Die deskriptive Benennung erfolgte 1972. Das US-amerikanische Advisory Committee on Antarctic Names überführte sie 1975 ins Englische.